# North Adams (Massachusetts)
North Adams is een plaats (city) in de Amerikaanse staat Massachusetts, en valt bestuurlijk gezien onder Berkshire County.

## Demografie
Bij de volkstelling in 2000 werd het aantal inwoners vastgesteld op 14.681.
In 2006 is het aantal inwoners door het United States Census Bureau geschat op 13.842, een daling van 839 (-5.7%).

## Geografie
Volgens het United States Census Bureau beslaat de plaats een oppervlakte van
53,2 km², waarvan 52,9 km² land en 0,3 km² water. North Adams ligt op ongeveer 230 m boven zeeniveau.

## Plaatsen in de nabije omgeving
De onderstaande figuur toont nabijgelegen plaatsen in een straal van 28 km rond North Adams.

## Geboren
- Frank Vincent (1937-2017), acteur
- Dexter Morrill (1938-2019),
- Peter Laird (1954), stripauteur
- Van Hansis (1981), acteur